# Карой Янза
Карой Янза (угор. Janza Károly; 11 квітня 1914, Будапешт, Австро-Угорщина — 21 червня 2001, Будапешт, Угорщина) — угорський воєначальник, Міністр оборони Угорської Народної Республіки (1956).

## Біографія
Після закінчення початкової школи працював токарем на суднобудівній верфі Ганц. У 1945 стає президентом операційного комітету верфі, проте в 1949, звільнившись, іде добровольцем до армії. Стає заступником, потім — начальником служби продовольчого забезпечення Угорської народної армії. У 1952 йому було присвоєно чин генерал-лейтенанта.
У січні-жовтні 1956 — заступник міністра, в кінці жовтня-початку листопада 1956 — Міністр оборони Угорської Народної Республіки. Під час Угорського повстання (1956) безуспішно намагався переконати повстанців скласти зброю.
21 лютого 1958 був позбавлений військового звання. У 1990 був реабілітований.